# David Schoenbrod
 (octobre 2023).
David S. Schoenbrod est un professeur de droit à la faculté de droit de New York.

## Réalisations
De 1972 à 1979, le travail de David Schoenbrod avec le Natural Resources Defense Council incite l'Agence de protection de l'environnement des États-Unis à commencer à réduire la concentration en plomb tétraéthyle dans l'essence,, à l'échelle du pays.
Il contribue à la rénovation du métro alors décrépit de New York et travaille à protéger l'environnement de Porto Rico. Il est également chercheur principal au Cato Institute et à l'American Enterprise Institute, puis chercheur principal au Niskanen Center.
Son livre le plus récent est DC Confidential: Inside the Five Tricks of Washington (Encounter Books, 2017) avec des préfaces du gouverneur Howard Dean et du sénateur Mike Lee (Encounter Books, 2017),.